# Stictonaclia maria
Stictonaclia maria är en fjärilsart som beskrevs av Charles Oberthür 1909. Stictonaclia maria ingår i släktet Stictonaclia och familjen björnspinnare. Inga underarter finns listade i Catalogue of Life.